# Vertazzi
Vertazzi (in sloveno Vrtovče, in tedesco Vrtouez) è un paese della Slovenia, frazione del comune di Aidussina.

## Geografia fisica
La località, che si trova a 287,9 metri s.l.m. e a 19,6 chilometri dal confine italiano, è situata sulle colline del Vipacco (Vipavski griči) a 6,8 km dal capoluogo comunale.

L'altura principale è il monte San Teobaldo (Tibot) (392 m) e la frazione è attraversata dai corsi d'acqua Cesnovizza (Češnovca) e Prallo (Pralo).

## Storia
Durante il dominio asburgico Vertazzi fu frazione del comune di Samaria.

## Geografia antropica
Nell'insediamento (naselja) è anche presente l'agglomerato di Lissiachi (Lisjaki).